# Cominella adspersa
Cominella adspersa es una especie de molusco gasterópodo de la familia Buccinidae.

## Distribución geográfica

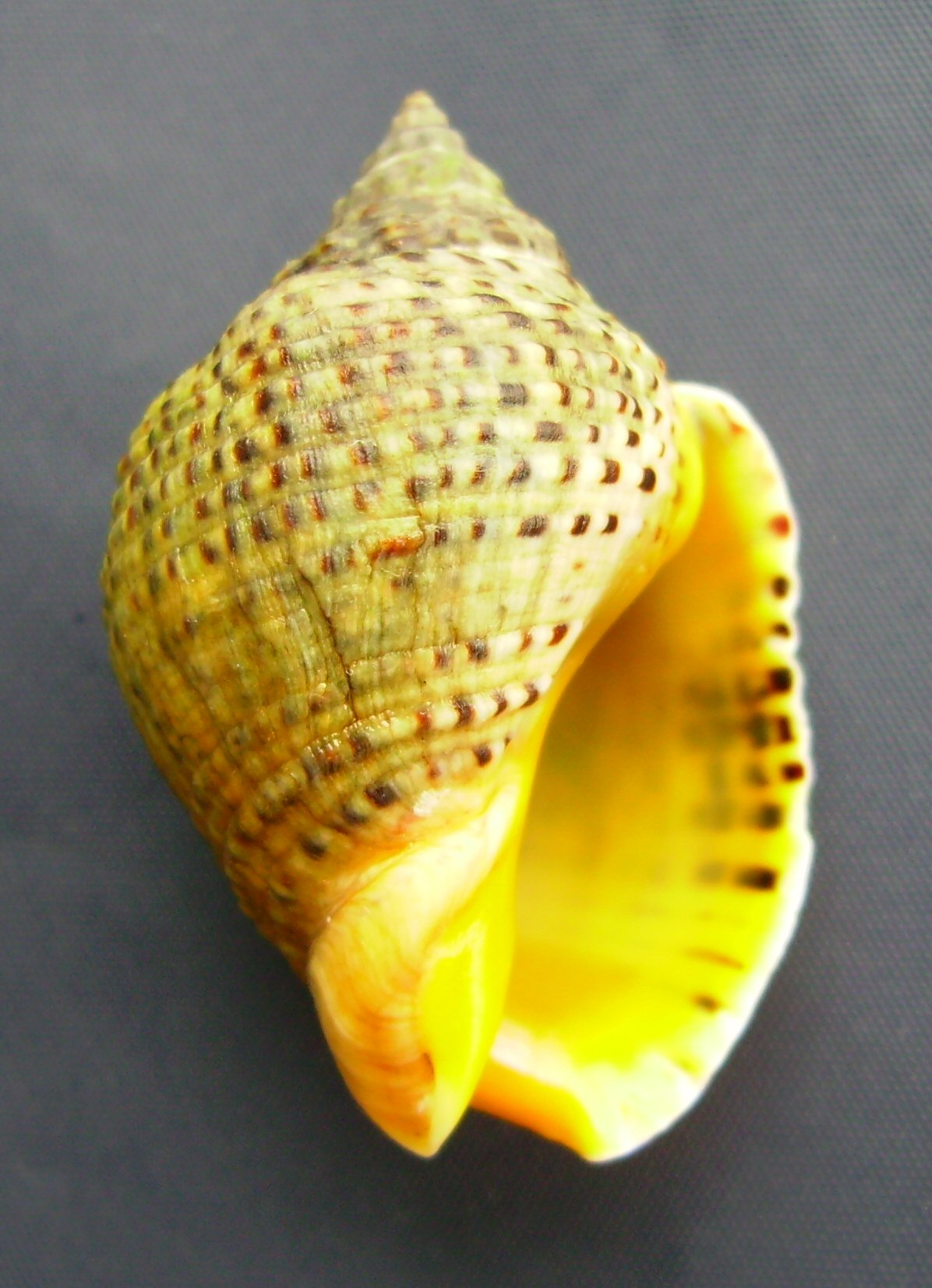
Cominella adspersa.

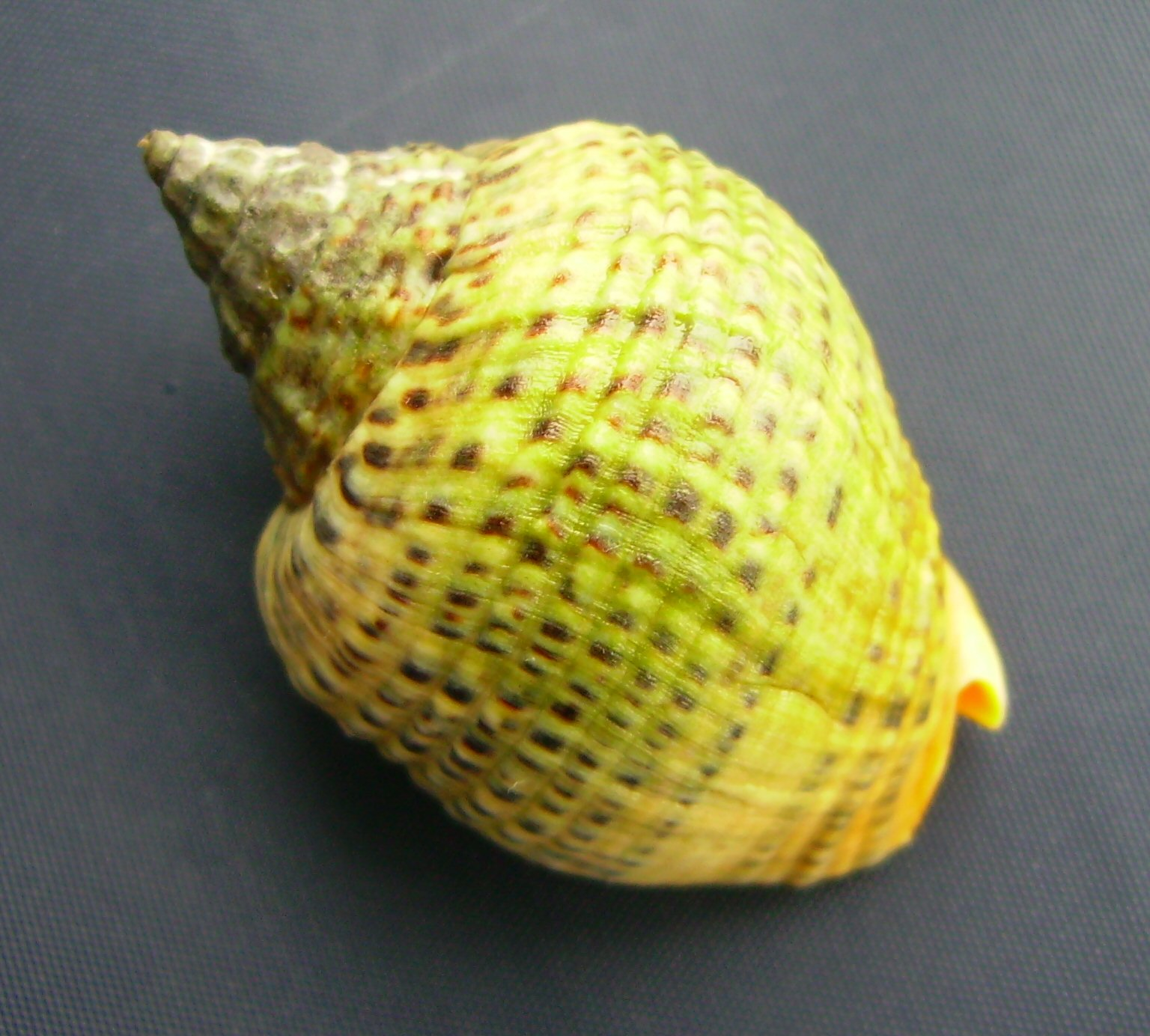
Cominella adspersa.

Se encuentra en Nueva Zelanda